# Glen Arbor
Glen Arbor es un lugar designado por el censo ubicado en el condado de Leelanau en el estado estadounidense de Míchigan. En el Censo de 2010 tenía una población de 229 habitantes y una densidad poblacional de 84,69 personas por km².

## Geografía
Glen Arbor se encuentra ubicado en las coordenadas 44°53′45″N 85°59′22″O / 44.89583, -85.98944. Según la Oficina del Censo de los Estados Unidos, Glen Arbor tiene una superficie total de 2.7 km², de la cual 2,66 km² corresponden a tierra firme y (1,53 %) 0,04 km² es agua.

## Demografía
Según el censo de 2010, había 229 personas residiendo en Glen Arbor. La densidad de población era de 84,69 hab./km². De los 229 habitantes, Glen Arbor estaba compuesto por el 98,69 % blancos, el 0,44 % eran afroamericanos, el 0,44 % eran asiáticos y el 0,44 % eran de una mezcla de razas. Del total de la población el 1,31 % eran hispanos o latinos de cualquier raza.